# Sombrero de paja toquilla
El sombrero de paja toquilla también llamado sombrero Panamá (o sombrero de jipijapa o  sombrero Montecristi), es un sombrero tradicional originario de Ecuador y característico de la cultura de los vaqueros y campesinos de la costa del Pacífico, los montuvios. Se teje a mano con el producto de las hojas de la palma conocida como paja toquilla, iraca, palma de jipijapa, palmiche, cestillo, tacuma, rabiahorcado, murrapo, alagua y científicamente conocida como Carludovica palmata que crece entre los 0 y los 1.300 m s. n. m. en regiones cálidas y húmedas de América Central y América del Sur.
Estos sombreros se originan en la costa de Manabí en el siglo XVI cuando los conquistadores españoles traen a las Américas la prenda de los sombreros de ala ancha para las labores de ganadería y empiezan a fabricarlos localmente con fibras nativas, estos sombreros fueron usados tradicionalmente por los vaqueros montuvios de la cuenca o ríos afluentes del río Guayas, y los sombreros más finos son fabricados en Montecristi. 
Su nombre internacional es objeto de algunas historias de coyuntura, lo cierto es que el uso del término "panama hat" se registra desde el siglo XIX y no desde el siglo XX, e incluso en francés "chapeau panama" aparece en la Exposición Universal de París (1855) cuando el emperador francés Napoleón III portó uno, también se registra el término "panama hat" o "panamas" durante la fiebre del oro de California que empezó en 1848 cuando empresarios mineros norteamericanos hicieron pedidos de sombreros para sus trabajadores a las casas comerciales de las ciudades de Panamá y Colón (entonces pertenecientes a la República de la Nueva Granada) que a su vez importaba sombreros montuvios de toquilla a comerciantes de Ecuador. En cambio su popularidad en la moda contemporánea se disparó durante la construcción del Canal de Panamá (1904-1914) cuando millares de sombreros fueron importados desde Ecuador para el uso no solamente por trabajadores de la construcción, sino también por diversas personalidades que transitaron el istmo.  en 1906 Theodore Roosevelt visitó la Zona del Canal de Panamá usando el sombrero de moda en la región y las fotografías de este acontecimiento recorrieron el mundo; estos hechos le dieron origen al nombre internacional del sombrero,  aumento considerablemente la popularidad del sombrero originario de Ecuador. 

## Producción

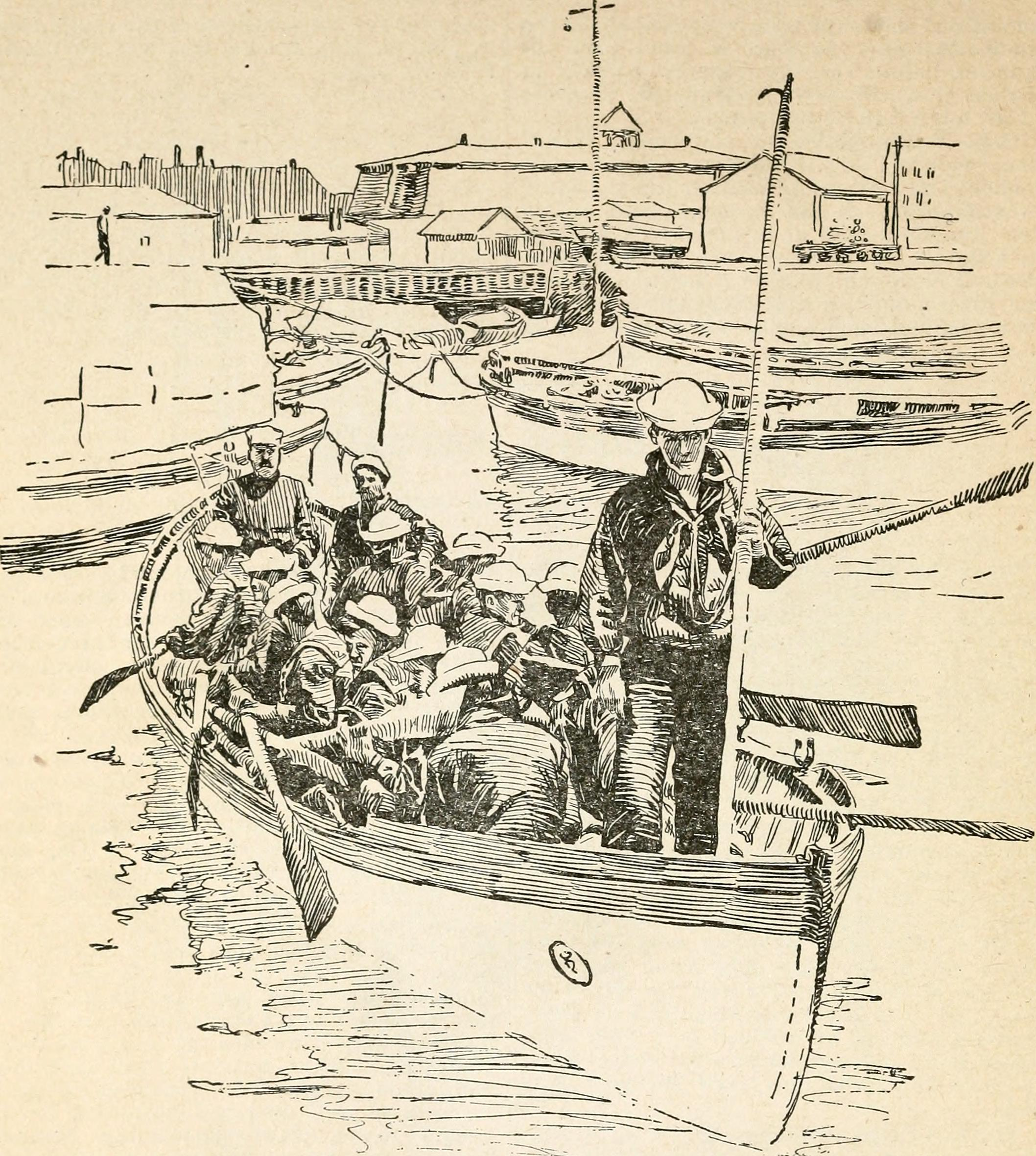
Ilustración de trabajadores panameños usando sombreros panamá.

El héroe nacional y figura emblemática, Eloy Alfaro ayudó a financiar su revolución liberal en Ecuador a través de la exportación de panamás. La reputación del sombrero fue establecida por Napoleón III, Eduardo VII, y algunos otros aficionados.
El sombrero de panamá tiene varios nombres como jipijapa. Fue llamado jipijapa, a partir del nombre de la pequeña ciudad ecuatoriana de Jipijapa en la provincia de Manabí, que se suponía era su origen tradicional, o Montecristi, un nombre que todavía se encuentra entre los especialistas de los “panamás” de calidad. El jipijapa o el Montecristi también se ha llamado toquilla, un nombre derivado del nombre de los sombreros que los españoles usaron en la conquista.
Hoy día, los sombreros de paja toquilla se elaboran no sólo en Ecuador, sino en países como Colombia, Perú, Bolivia e incluso en México. Ecuador es el principal exportador de Panama Hats y el sombrero de Montecristi es el de mayor calidad en su tejido y una denominación de origen protegida por Ecuador.
Para la comunidad maya de Bécal, en el estado de Campeche, México, por ejemplo, la confección de estos sombreros es también su principal actividad artesanal. Algo similar ocurre en Colombia donde se tejen sombreros de gran calidad, siendo Sandoná (Nariño, en límites con Ecuador) el principal productor.
El tejido tradicional del sombrero ecuatoriano de paja toquilla fue declarado Patrimonio Cultural Inmaterial de la Humanidad por la Unesco el 6 de diciembre de 2012.

## Historia del nombre

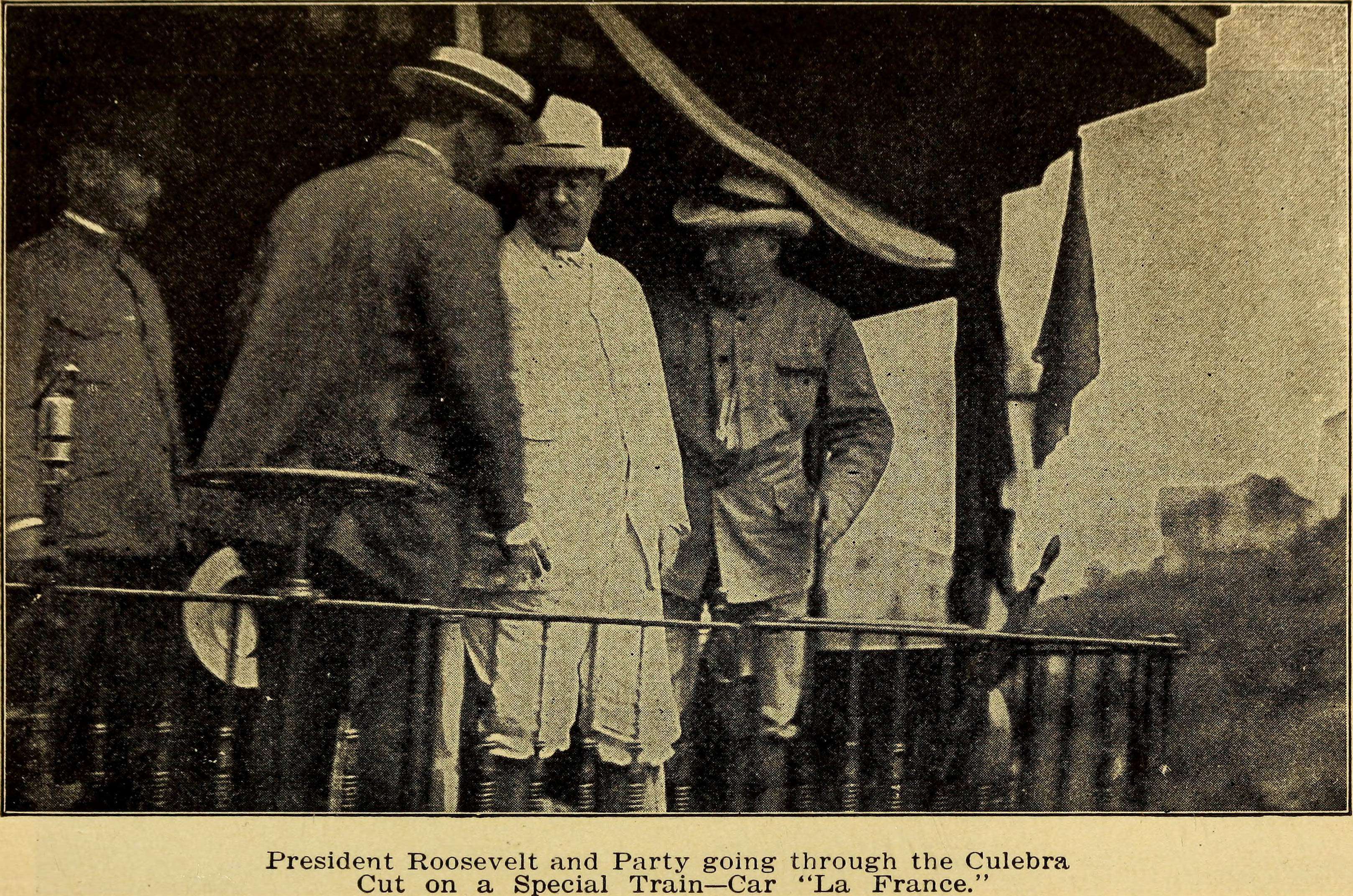
El presidente de los Estados Unidos, Theodore Roosevelt, con un sombrero de Panamá durante su visita al Canal de Panamá

El uso del término "Panama hat" se puede encontrar en publicaciones desde 1828.Los sombreros eran fabricados en Ecuador y exportados a Panamá donde tenían gran demanda. El origen ecuatoriano de los sombreros fue en gran medida ignorado, ya que los sombreros fueron nombrados por el puerto donde se compraban. Este sombrero volvió a alcanzar popularidad en 1898 durante la guerra hispano-estadounidense, cuando el gobierno de Estados Unidos compró 50,000 sombreros de Ecuador para las tropas que se dirigían al Caribe.
 

En el momento de la construcción del canal, los sombreros ya eran bien conocidos, pero alcanzaron una audiencia aún mayor cuando el presidente de los Estados Unidos, Theodore Roosevelt fue fotografiado con frecuencia usando el atractivo 'Panamá' hecho de palma. Roosevelt (exsoldado, cazador, conservacionista, escritor, estratega naval) llegó a Panamá, el 14 de noviembre de 1906. Era la primera vez que un presidente estadounidense viajaba al extranjero durante su gestión gubernamental -aunque técnicamente el presidente seguía en territorio soberano norteamericano (Zona del Canal de Panamá). El hecho fue cubierto por la prensa panameña ('Star & Herald') y estadounidense ('The New York Times', 'The Washington Herald').

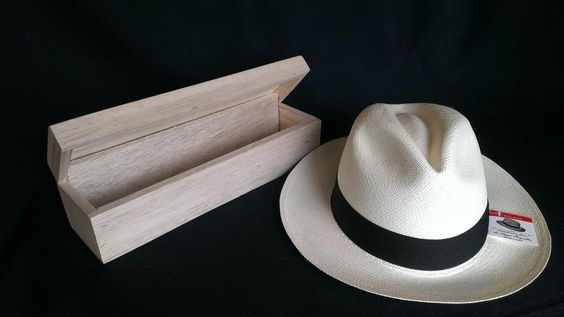
Sombrero Panamá de Montecristi enrollado en una caja

El político dio un breve discurso en la Plaza Herrera; cenó con su homólogo, Manuel Amador Guerrero; no obstante, la importancia de su visita radicó en observar la andadura del canal y motivar a los trabajadores, como lo exigía su vena de líder. Anduvo recorriendo los diferentes puntos de trabajo -Corte Culebra, Pedro Miguel, La Boca- hablando con jefes y peones, vestido de blanco (lino o algodón quizás) y con un fresco sombrero de jipijapa en su cabeza. Luego se fue a Puerto Rico y allá también las cámaras lo retrataron con el sombrero de paja toquilla y cinta negra decorativa.[cita requerida]

## Calidad

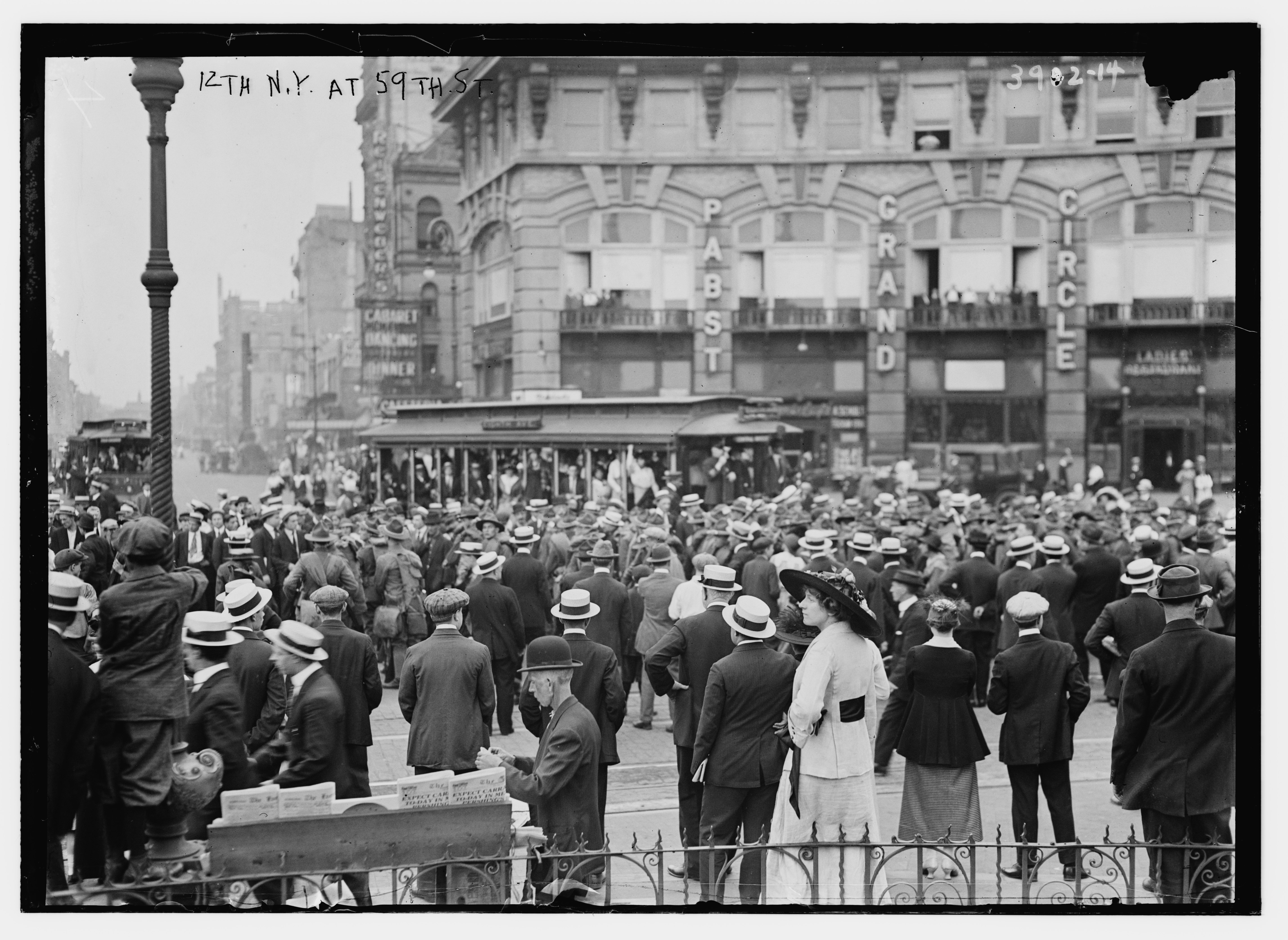
Los sombreros Panamá son populares entre los hombres de la ciudad de Nueva York, 1915.

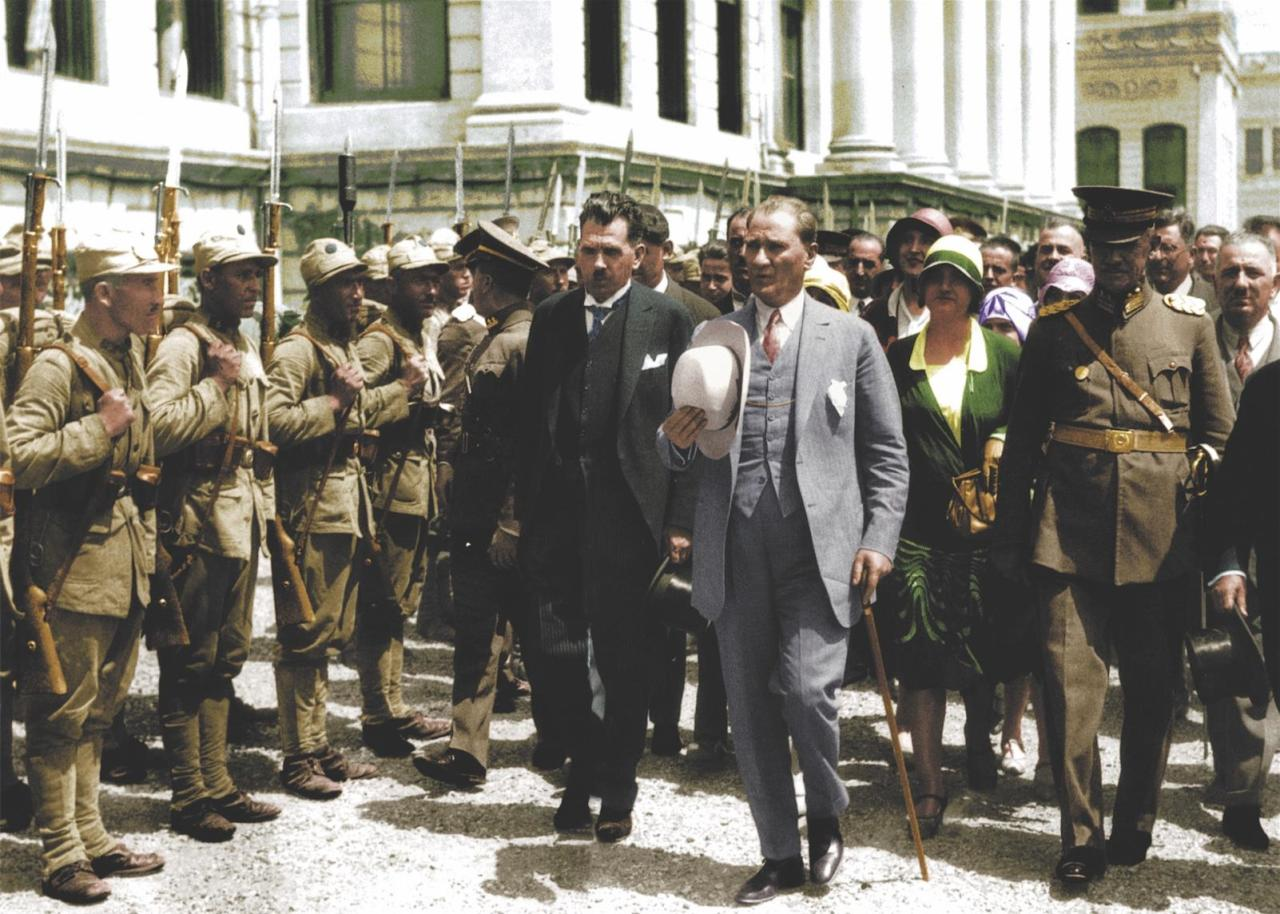
El fundador de la República Turca, Mustafa Kemal Atatürk, prohibió a los hombres usar el tradicional tocado oriental en favor a la Ley del sombrero de 1925. Para modernizar el país estableció que el uso de sombreros de estilo occidental era mucho mejor, por lo que uno de los sombreros escogidos fue el sombrero Panamá hat.

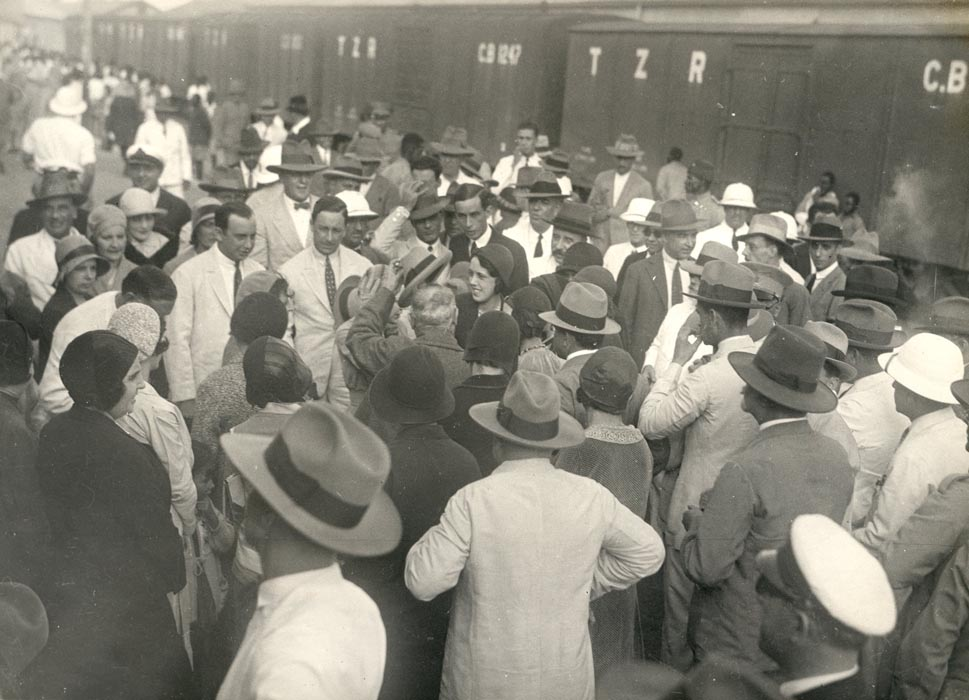
Portugueses usando el sombrero en la década de 1930.

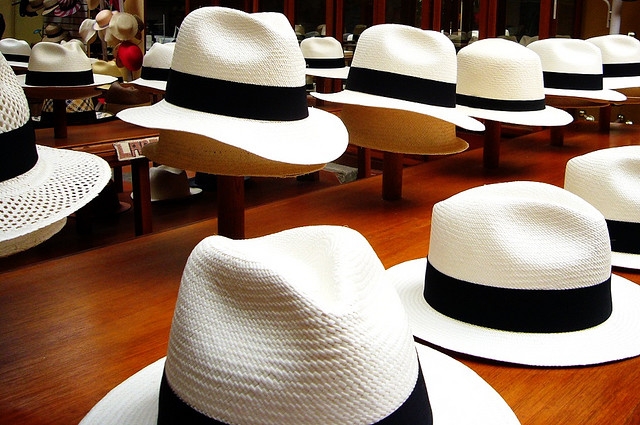
Tienda de jipijapas en Cuenca, Ecuador

La calidad es un tema muy disputado al tratar de los sombreros Panamá. Hay dos procesos principales en su creación: el tejido y bloqueo. La mejor manera de calibrar la calidad de la estructura es contar el número de fibras por pulgada cuadrada. Menos de 300 serían consideradas de baja calidad. Los más raros y más costosos tienen de 1600 a 2000 fibras por pulgada cuadrada, y no es extraño que éstos se vendan a precios muy elevados. Se dan muchos niveles de calidad entre 300 y 1600. Actualmente, aunque el jipijapa continúa hoy proporcionando un sustento para millares de ecuatorianos, sólo permanecen una docena de tejedores capaces de hacer unos sombreros de paja llamados superfinos de Montecristi.
Entre la lista de sus portadores más famosos se encuentran el ex-primer ministro del Reino Unido, Winston Churchill, el actor estadounidense Humphrey Bogart, Frank Sinatra, el músico Rubén Blades, el presidente venezolano Rómulo Betancourt y artistas como Johnny Depp, Ben Affleck, Luciano Pavarotti, Anthony Hopkins, Salma Hayek, Madonna, Brad Pitt, Bruce Willis, Joaquín Sabina, entre otros. Es usado tradicionalmente por el público en el Torneo de Roland Garros realizado en Francia, que conforma el Grand Slam del tenis.

## Patrimonio Cultural Inmaterial de la Humanidad
En 2012, UNESCO incorporó al Tejido tradicional del sombrero ecuatoriano de paja toquilla en su séptima (7.COM) Lista Representativa del Patrimonio Cultural Inmaterial de la Humanidad.

## Denominación de origen
El sombrero de paja toquilla es uno de los seis denominaciones de origen de Ecuador.